# Moclinejo
Moclinejo is een gemeente in de Spaanse provincie Málaga in de regio Andalusië met een oppervlakte van 14 km². In 2007 telde Moclinejo 1245 inwoners.